# Ngaio Marsh Award
Der Ngaio Marsh Award for Best Crime Novel ist der erste nationale neuseeländische Literaturpreis für den besten Kriminalroman eines neuseeländischen Schriftstellers. Namensgeberin des Preises ist die bekannte neuseeländische Schriftstellerin und Theaterregisseurin Ngaio Marsh (1895–1982), deren Werke auch in deutscher Übersetzung vorliegen.
Die Auszeichnung wird seit 2010 von den Christchurch City Libraries während des Christchurch Writers Festival verliehen. Jeweils ein besonderes Event während des Festivals, 2011 das Setting the Stage for Murder, bildet dafür den Rahmen. Vor der Bekanntgabe des Preisträgers werden die Finalisten dem Publikum gemeinsam in einer Diskussionsrunde vorgestellt. Die 7-köpfige Jury, bestehend aus einheimischen und internationalen Professionellen der Literaturszene, kürt den Gewinner aus den besten Veröffentlichungen des Vorjahres, die in Neuseeland verlegt sein müssen.
Der Preisträger erhält eine handgeformte Trophäe der neuseeländischen Künstlerin Gina Ferguson, eine komplette Werkausgabe der Ngaio Marsh-Romane aus dem Verlag HarperCollins und eine Geldprämie in Höhe von $ 1.000, gestiftet vom Christchurch Writers Festival Trust.

## Preisträger
- 2010 Alix Bosco für Cut & Run (dt. Cut & run: nichts wie weg. Ars Vivendi, Cadolzburg 2012, ISBN 978-3-86913-166-5)
- 2011 Paul Cleave für Blood Men (dt. Der Tod in mir. Heyne, München 2010, ISBN 978-3-45343-511-7)
- 2012 Neil Cross für Luther. The Calling (dt. Luther. Die Drohung. DuMont, Köln 2012, ISBN 978-3-8321-6198-9)
- 2013 Paul Thomas für Death on Demand
- 2014 Liam McIlvanney für Where the Dead Men Go
- 2015 Paul Cleave für Five Minutes Alone (dt. Der 5-Minuten-Killer. Heyne, München 2015, ISBN 978-3-453-41847-9)
- 2016 Paul Cleave für Trust no one (dt. Zerschnitten. Heyne, München 2016, ISBN 978-3-453-43855-2)
- 2017 Fiona Sussman für The Last Time We Spoke
- 2018 Alan Carter für Marlborough Man (dt. Marlborough Man. Suhrkamp, Berlin 2019, ISBN 978-3-518-46932-3)
- 2019 Fiona Kidman für This Mortal Boy
- 2020 Becky Manawatu für Auē
- 2021 Brannavan Gnanalingam für Sprigs
- 2022 Jacqueline Bublitz für Before You Knew My Name